# Kuvertüre

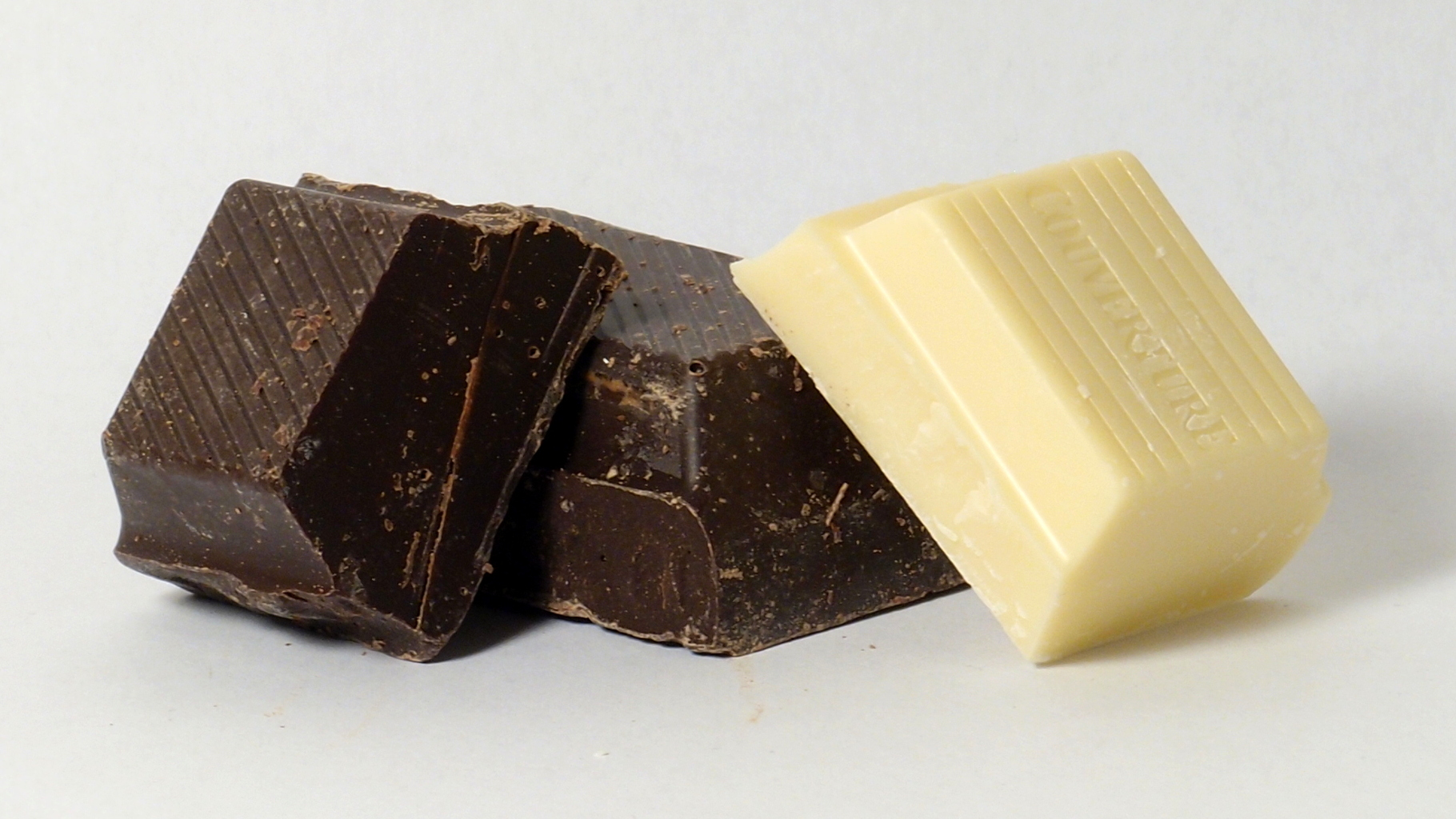
Zartbitter- und weiße Kuvertüre in Blockform

Kuvertüre (französisch couverture ‚Bedeckung‘), fachsprachlich auch Schokoladenüberzugsmasse oder Überzugsschokolade, ist eine Schokolade zum Überziehen von Torten, Gebäck und Pralinen sowie zur Herstellung von Ganache und anderen Cremes und Füllungen und von Dekors. Charakteristisch für Kuvertüre ist, dass sie aufgeschmolzen und in flüssigem Zustand verarbeitet wird. Sie hat im Vergleich zu normaler Tafelschokolade einen erhöhten Fettgehalt, damit sie dünnflüssiger wird und sich leichter verarbeiten lässt. Soll die Kuvertüre nach dem Erkalten wieder eine makellos glatte Oberfläche ohne Kristalle bekommen, muss sie präzise temperiert werden.
Kuvertüre gibt es auch als Milch- und weiße Schokolade und in verschiedenen Qualitäten von billiger Massenware bis zu sortenreinen Ursprungsschokoladen. Für Großverbraucher wird sie meist in Blöcken zu 2,5 kg angeboten, im Einzelhandel in Tafeln zu 100 bis 250 g; darüber hinaus sind zur leichteren Portionierung auch Chips, Linsen u. ä. erhältlich.

## Zusammensetzung

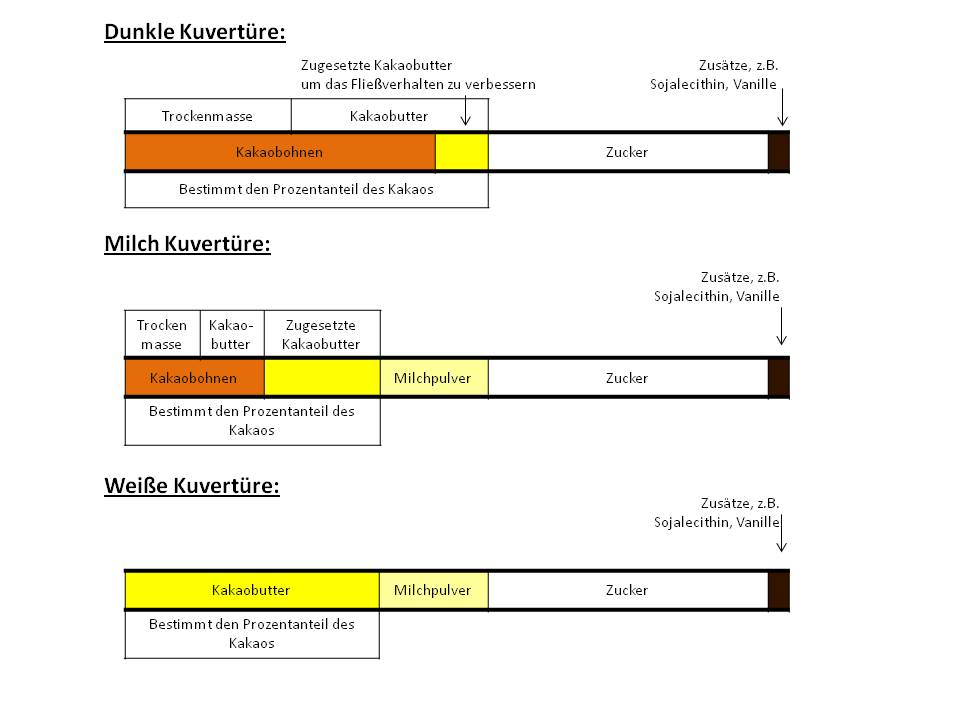
Schematische Darstellung der Zusammensetzung von Kuvertüre

Die gesetzlichen Anforderungen an Kuvertüreprodukte regelt in der europäischen Union die europäische Kakaorichtlinie, in Deutschland umgesetzt durch die Kakaoverordnung.
Die Zusammensetzung von Kuvertüre entspricht im Wesentlichen der von sonstiger Schokolade, für Details siehe Schokolade. Verkürzt gesagt besteht sie aus Kakaomasse, Zucker und (bei Milchschokolade) Trockenmilch, wobei die Kakaomasse sich zusammensetzt aus Kakaobutter und den sonstigen Bestandteilen, genannt fettfreie Kakaotrockenmasse, die Milchtrockenmasse aus Milchfett und sonstigen Bestandteilen wie Eiweißen, Milchzucker usw. Die Anforderungen an Kuvertüre weichen nun wie folgt von denen an normale Schokolade ab:
- für einfache Kuvertüre: mind. 31 % Kakaobutter statt 18 %, dafür fettfreie Kakaotrockenmasse nur mind. 2,5 % statt 14 %
- für Milchschokoladen-Kuvertüre: mindestens 31 % Gesamtfett aus Kakaobutter und Milchfett

Für weiße Kuvertüre gibt es keine besonderen Anforderungen, die über weiße Tafelschokolade hinausgehen, sie enthält keine fettfreie Kakaotrockenmasse. Insgesamt ergeben sich folgende Mindestanforderungen (alle Werte in Prozent):
| Typ             | Kakao  | Kakaobutter | Kakao sonst | Milchpulver | Milchfett | Gesamtfett |
| --------------- | ------ | ----------- | ----------- | ----------- | --------- | ---------- |
| Kuvertüre       | 35,0   | 31,0        | 2,5         | —           | —         | * 31,0     |
| Milchkuvertüre  | 25,0   | —           | 2,5         | 14,0        | 3,5       | 31,0       |
| Weiße Kuvertüre | * 20,0 | 20,0        | —           | 14,0        | 3,5       | * 23,5     |
| Ruby Kuvertüre  | 47,3   |             |             | 26,3        |           | 35,9       |

(* keine ausdrückliche Anforderung, ergibt sich rechnerisch)
Dies sind wohlgemerkt nur Mindestanforderungen – in der Praxis sind die Kakaogehalte oft viel höher, von 50 bis 100 %.
Kuvertüre mit einem hohen Gehalt an fettfreier Kakaotrockenmasse wird auch als „dunkel“, „zartbitter“ o. ä. bezeichnet; nach österreichischem Lebensmittelbuch ist bei solchen Bezeichnungen ein Mindestgehalt von 16 % fettfreier Trockenmasse vorgeschrieben.
Die Schokoladenhersteller geben das Verhältnis von Kakaomasse zu Zucker und Kakaobutter oft als Kennzahl an in der Form K / Z / B, wobei K für die Kakaomasse, Z für den Zucker, B für die Kakaobutter steht. Die Zahl für den Kakaobutteranteil kann vor allem bei Milchkuvertüre auch fehlen.
Beispiel:  60/40/38 → bedeutet 60 Teile Kakaomasse – davon 38 Teile Kakaobutter – und 40 Teile Zucker.
Gängige Sorten für den Bäckereibedarf sind: 60/40/38, 70/30/42, 55/45/37 und 50/50/38 oder nur leicht abweichende Werte.

## Temperieren

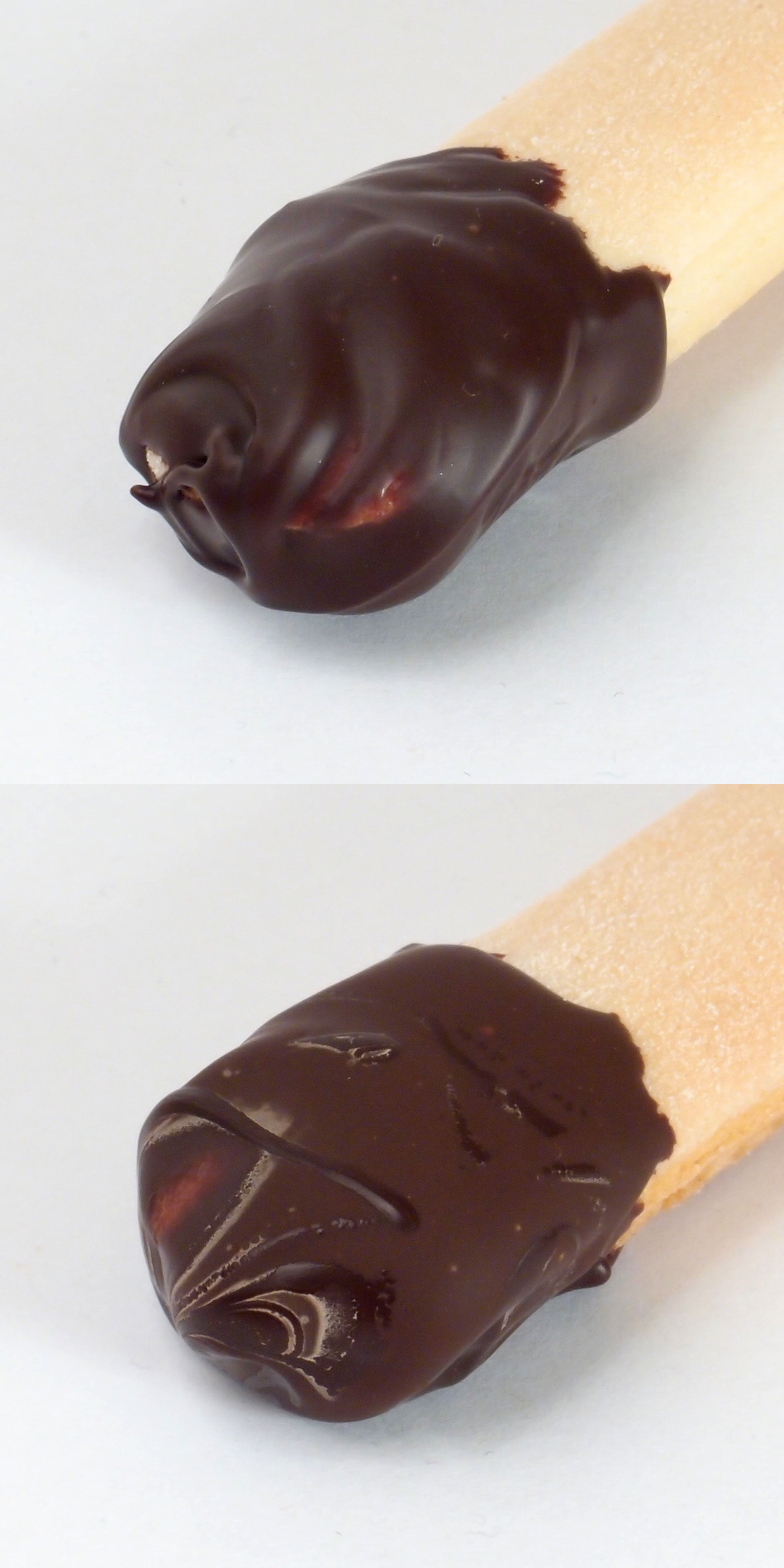
Oben: Richtig temperierte dunkle Kuvertüre. Unten: Dieselbe Kuvertüre, untemperiert bei 40 °C verarbeitet: Stumpfe Oberfläche, Fettreif

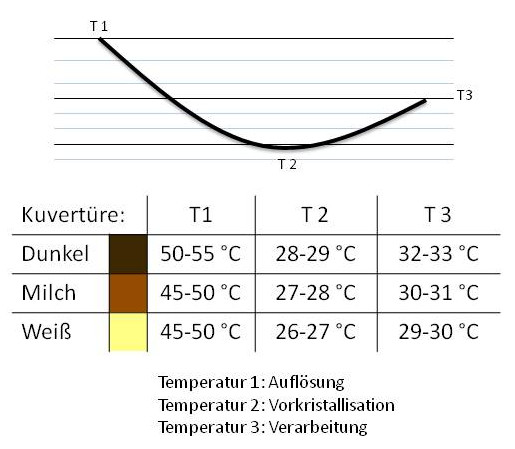
Temperierschritte bei der Schokoladeverarbeitung

Wenn die Kuvertüre nach der Verarbeitung als Überzug für Gebäck, Pralinen usw. wieder erstarrt, kristallisiert die Kakaobutter. Es ist notwendig, dass man diesen Vorgang präzise steuert, um die Ausbildung einer möglichst homogenen, stabilen Kristallstruktur sicherzustellen. Versäumt man dies und die Kakaobutter kristallisiert heterogen und instabil, beeinträchtigt dies das Aussehen und Bissgefühl – also die so genannten „sensorischen Qualitäten“ – der Schokolade folgendermaßen:
- Die Oberfläche wird matt.
- Graue Fettkristalle (Fettreif) werden nach einiger Zeit auf der Oberfläche sichtbar.
- Die Schokolade bricht bröselig statt knackig und mit unsauberer Bruchkante.

Kakaobutter ist ein Gemisch verschiedener Pflanzenfette, das polymorph kristallisiert, d. h., es gibt verschiedene mögliche Gitterstrukturen (fachsprachlich Modifikationen) – nur eine dieser Modifikationen, meistens mit dem Buchstaben β oder der römischen Zahl V bezeichnet, ist stabil und hat den für den Schokoladengeschmack wichtigen Schmelzbereich bei ca. 34 °C. Der Erstarrungsvorgang der Kuvertüre muss daher mechanisch und thermisch so beeinflusst werden, dass möglichst viele Kristallisationskeime in der β-Modifikation entstehen. Eine solche Vorkristallisation erreicht man prinzipiell dadurch, dass die vorhandene Kristallstruktur zunächst bei hoher Temperatur (um 45 °C) vollständig geschmolzen wird; anschließend wird die Schokolade unter ihren normalen Schmelzpunkt gekühlt, um die Kristallisation in Gang zu setzen; bevor sie jedoch vollständig auskristallisiert, wird die Temperatur wieder auf knapp über 30 °C erhöht, wo die instabilen Modifikationen bereits geschmolzen sind. Währenddessen wird die flüssige Schokoladenmasse auf verschiedene Weise mechanisch behandelt, um die Kristallisation der stabilen Modifikation zu begünstigen; (zu den Verfahren siehe weiter unten). Bei dieser Temperatur wird die Schokolade dann verarbeitet und danach langsam wieder abgekühlt. Der Gesamtvorgang wird Temperieren genannt; die optimalen Temperaturen hängen von der genauen Zusammensetzung der Kakaobutter ab, die zwischen verschiedenen Sorten, Ernten, Herstellungsverfahren usw. schwankt.
Konditoren (oder auch handwerklich begabte Hobbybäcker) erhitzen die Kuvertüre üblicherweise im Wasserbad und oftmals unter Zuhilfenahme eines Lebensmittelthermometers. Bekannt sind zwei Methoden:
1. Tabliermethode: Die zerkleinerte Kuvertüre im Wasserbad unter gelegentlichem Rühren bei maximal 45 °C schmelzen, bis alle Stücke aufgelöst sind. Zwei Drittel der flüssigen Kuvertüre auf eine saubere kühle Marmorplatte gießen. Mit Spachtel und Palette tablieren: Mit der Palette die Kuvertüre von außen nach innen bewegen und die jeweils fest gewordene Kuvertüre mit dem Spachtel von der Palette in die Mitte abstreifen. Sobald die Kuvertüre beginnt anzuziehen, ganz schnell unter die restliche flüssige Kuvertüre rühren. Kleine Mengen im Privathaushalt kann man auch in einem Edelstahlkessel über Dampf schmelzen und dann mit einem Holzlöffel im kalten Wasserbad an der Kesselwand tablieren. Die Kuvertüre muss solange tabliert werden, bis sie auf 28 °C abgekühlt ist, danach in einem Wasserbad wieder auf 30–32 °C erhitzen (je nach Sorte unterschiedlich).
2. Impfmethode: In die warme und aufgelöste Kuvertüre (45 °C) geriebene oder fein gehackte Kuvertüre rühren. Das Impfen soll in Portionen geschehen. Wenn die Kuvertüre beginnt, dick zu werden und 28 °C erreicht hat, ist ausreichend geriebene Kuvertüre untergerührt worden. Jetzt wieder langsam auf 30–32 °C je nach Sorte erwärmen.

Die Probe mit einer in die temperierte Kuvertüre getauchten Palette ist die einfachste Kontrolle. Wurde die Kuvertüre korrekt temperiert und hat die Palette eine Temperatur zwischen 20 und 25 °C, dann wird die Kuvertüre nach wenigen Minuten an der dünnsten Stelle beginnen, fest zu werden. Für einen korrekten Glanz aber ist neben der Raumtemperatur (20 °C sind ideal) vor allem die Temperatur des zu überziehenden Körpers ausschlaggebend, dessen Toleranzbereich zwischen 20 und 27 °C liegt.

## Ersatz

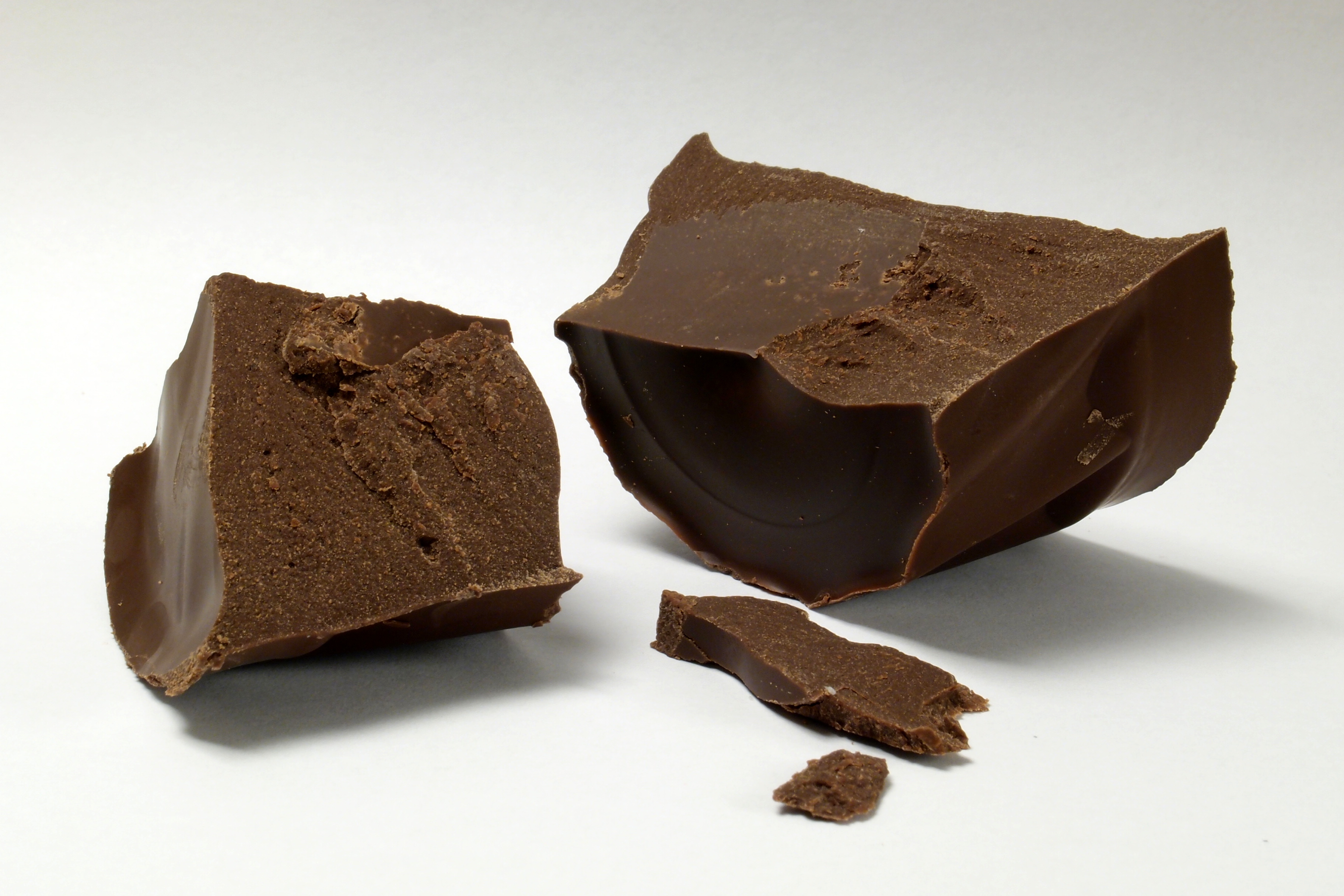
Kakaohaltige Fettglasur

Anstelle von Kuvertüre wird zum Überziehen von Backwerk vielfach kakaohaltige Fettglasur verwendet. Diese ist ähnlich zusammengesetzt wie Kuvertüre, enthält jedoch statt Kakaobutter andere pflanzliche Fette, beispielsweise Kokosfett oder Palmfett oder andere Kakaobutteräquivalente. Sie braucht nicht temperiert zu werden und kann durch geeignete Wahl der Fettmischung weicher und besser schneidbar gemacht werden. Außerdem kostet sie in der Regel weniger als Kuvertüre.
Ein Überzug aus kakaohaltiger Fettglasur sieht einem aus Kuvertüre sehr ähnlich und kann vom Betrachter leicht damit verwechselt werden, stellt aber gegenüber echter Schokolade eine erhebliche Wertminderung im Sinne des § 11 LFGB dar. Daher muss die Verwendung von kakaohaltiger Fettglasur auf Süßigkeiten und Gebäck im Geltungsbereich dieses Gesetzes kenntlich gemacht werden, Produktbezeichnungen mit Worten wie „Schokolade“, „Schoko“ usw. sind dann nicht zulässig (außer, sie werden durch weitere, echte Schokoladenbestandteile gerechtfertigt). Für den Hausgebrauch ist solche Überzugsmasse oftmals unter Bezeichnungen wie „(Kuchen-) Glasur Kakao“ und ähnlich im Einzelhandel erhältlich.
Das Deutsche Lebensmittelbuch legt in den Leitsätzen für feine Backwaren für Gebäck von besonderer Qualität fest, dass „mit Schokoladearten verwechselbare Überzüge“ nicht verwendet werden. Zu diesen so genannten Spitzenqualitäten zählen Florentiner, Oblatenlebkuchen, Baumkuchen und Makronen. Früher war die Verwendung von kakaohaltiger Fettglasur in diesen Fällen auch dann nicht zulässig, wenn sie dem Verbraucher kenntlich gemacht wurde; nach heutiger Rechtslage gilt dies nicht mehr: Alle Gebäcksorten dürfen mit kakaohaltiger Fettglasur anstelle von Kuvertüre überzogen werden, eine entsprechende Kennzeichnung ist Pflicht. Ab der Fassung vom 23. Januar 2003 entsprechen die Leitsätze für feine Backwaren dem, indem sie die Formulierung „auch bei Kenntlichmachung“ nicht mehr enthalten.